# Else Holmelund Minarik
Else Holmelund Minarik (Denemarken, 13 september 1920 – Sunset Beach, 12 juli 2012) was een Deens-Amerikaanse schrijver van kinderboeken.

## Biografie
Als vierjarig meisje emigreerde Holmelund naar de Verenigde Staten. Eerst was zij reporter bij The Daily Sentinel of Rome (New York), vervolgens lerares en daarna werd ze schrijfster. Vooral de Kleine Beer-serie, die zij maakte met illustrator Maurice Sendak, werd internationaal een groot succes. In het Nederlands taalgebied werden de boekjes door Uitgeverij Ploegsma uitgegeven. Haar Amerikaanse uitgeverij was HarperCollins Publishers.

## Films
- Animatiefilmpjes
- D.V.D. Kleine Beer: een speelfilm vol avontuur en plezier (2004)

## Bekroningen
Het grote boek van Kleine Beer, (verzamelband van de vijf bovenstaande delen), Pluim van de maand januari 2000